# Parafia Wniebowzięcia Najświętszej Maryi Panny w Sarbinowie (gmina Dębno)
Parafia pw. Wniebowzięcia Najświętszej Maryi Panny w Sarbinowie – parafia rzymskokatolicka, należąca do dekanatu Dębno, archidiecezji szczecińsko-kamieńskiej, metropolii szczecińsko-kamieńskiej.

## Historia parafii
Jako filia parafii pw. św. Antoniego w Dębnie, Sarbinowo było obsługiwane przez salezjanów od 1946 r. Parafię pw. Wniebowzięcia NMP erygowano 31.08.1948 r. Pierwszym proboszczem został ks. Michał Smętek, dotychczas wikariusz i prefekt szkolny parafii św. Antoniego w Dębnie.

## Miejsca święte

### Kościół parafialny
Budowla neogotycka, murowana z kamieni granitowych i cegły, wzniesiona w 1825 r., przebudowana w 1832 r.; usytuowana na wzniesieniu, w obrębie nawsia owalnicowej wsi. Kościół orientowany, salowy, na rzucie prostokąta z kwadratową wieżą z 1892 r. przy elewacji wsch. Po obu stronach wieży kaplice.
Wyposażenie pochodzi całkowicie z lat 1832 i 1840: neobarokowy drewniany ołtarz główny z obrazem z przedstawieniem Wniebowzięcia Najświętszej Marii Panny, empory wsparte na kolumnach, neogotycka drewniana chrzcielnica, świecznik kandelabrowy nawiązujący do form grecko-rzymskich. Na stropie nawy korpusu malowidła z lat 70. XX w. ze scenami z Nowego Testamentu.

### Kościoły filialne i kaplice
- Kościół pw. św. Stanisława Kostki w Chwarszczanach
- Kościół pw. Najświętszego Serca Pana Jezusa w Gudziszu
- Kościół pw. Matki Bożej Królowej Polski w Krześnicy

## Duszpasterze

### Proboszczowie
- ks. Michał Smętek SDB (12.09.1946-1960)
- ks. J. Jeszke SDB (1960-1967)
- ks. Cz. Lauferski SDB (1967-72)
- ks. F. Warniewski (1972-73)
- ks. M. Staszków SDB (1973–76)
- ks. F. Warniewski (1976-82)
- ks. B. Wegnerowski SDB (1982-89)
- ks. S. Sztuba SDB (1989-92)
- ks. T. Podołowski SDB (1992-99)
- ks. Waldemar Grzelec SDB (15.11.1998-2007)
- ks. Janusz Wróblewski SDB (2007-2016)
- ks. Szymon Spalony (od 2016)

## Działalność parafialna

### Wspólnoty parafialne
Obecnie, przy parafii swoją działalność prowadzą: 
- Żywy Różaniec,
- ministranci,
- Rada Parafialna,
- Straż Honorowa,
- schola,
- "Harcerze i Zuchy",
- Oratorium.